# Familie intakt: Reizende Ferien
Reizende Ferien ist die fünfte Folge der zehnteiligen Lustspielreihe Familie intakt des Fernsehens der DDR, die mit dem Untertitel Eine Familiengeschichte zusammengeführt von Günter Stahnke 1984 im 2. Programm ausgestrahlt wurde. Diese Folge wurden im Stil eines Fernsehschwankes vor Publikum öffentlich aufgezeichnet. Sie basiert auf dem bereits 1973 erstmals verfilmten Fernsehschwank Reizende Ferien von Goetz Jaeger, bei dem damals teilweise die gleichen Schauspieler mitwirkten.

## Handlung
Walter Plonk verheimlicht vor seiner Frau Hanni, dass er während seiner Kur in Winter einen Ringtausch von Urlaubsquartieren vereinbart hat. Familie Plonk aus Berlin bezieht daraufhin in Rostock-Warnemünde in der Badesaison eine „Ferienwohnung“ an der Ostsee, während Walter Plonk ihr Urlaubsquartier im ungarischen Budapest den Warnemünder Wohnungsbesitzern als Ferienquartier zur Verfügung stellt. Außerdem sollte die aus Bautzen stammende Mutter Hermine Rahn der Warnemünder Wohnungsbesitzer in Begleitung ihres Enkels Uwe nach Berlin fahren, um in der dortigen Wohnung der Familie Plonk Urlaub zu machen. Hermine Rahn entscheidet sich jedoch für einen FKK-Urlaub in Markgrafenheide mit einem Zwischenstopp für eine Nacht in Warnemünde.
Hanni Plonk ist völlig überrascht, als ihr klar wird, dass sie in Warnemünde kein Erholungsurlaub erwartet, sondern dass sich dort ihr Mann von ihr wie daheim bekochen, bedienen und versorgen lassen will. Doch als sich herumspricht, dass Walter Plonk Klempner und Autoschlosser (Karosseriebauer) von Beruf ist, kommen in Warnemünde zahlreiche Arbeitsaufträge auf ihn zu. Es ergeben sich mehrere Verwirrungen, die letztendlich darin enden, dass Hanni Plonk und Tante Erna (Marianne Kiefer) gemeinsam abreisen, um eine Wolgaschiffsreise anzutreten, während Walter Plonk allein in Warnemünde zurückbleibt, wo ihm bewusst wird, dass er sich auf Kosten anderer Personen einen schönen Urlaub machen wollte. Doch diese Einsicht kam zu spät und der Schwank endet mit seinem Ausruf: „Das sind ja reizende Ferien!“

## DVDs
- Diese Folge der Lustspielserie ist als 4er-DVD-Box 2014 erschienen.